# Concordiasi
Concordiasi est un programme de recherche international d'observations atmosphériques réalisées à la fin des années 2000 en Antarctique grâce à notamment des ballons stratosphériques longue durée, des dropsondes (ou sondes tombantes) ou bien à l'aide du spectromètre infrarouge du CNES, IASI placé à bord du satellite européen MetOp-A.

## Étapes
Concordiasi se décompose en trois campagnes de terrain durant les printemps austraux (d'août à novembre) 2008, 2009 et 2010.
En 2008, des mesures de radiosondage croisées avec des données satellites ont été effectuées aux bases antarctiques Concordia et Dumont d'Urville afin d'étudier la météorologie du continent. En 2009, des mesures supplémentaires se sont effectuées à Concordia concernant le cycle diurne. En 2010, les études réalisées à la base McMurdo portent le comportement des masses d’air au-dessus du continent et sur l'amélioration des prévisions météorologiques par les observations satellites.